# ポケットメイト
ポケットメイトとは、1975年から1984年まで玩具メーカートミー（現・タカラトミー）が製造・発売していた携帯タイプのアナログゲームシリーズの総称である。

## 概要
縦115mm×横70mm×厚さ17mmという服のポケットに入るサイズのプラスチックケースに数々のギミックを組み込んだミニゲームとして開発。主に仁丹大の金属球を用いていろいろな遊びが出来るゲームが数多く発売された。
発売初年度である1975年は『野球ゲーム』から『モトクロスオートバイ』ゲームまでの22種類が発売された。当時の発売価格は400円。その後、毎年20種類ほど品番を入れ替え、時にはディズニーキャラや1980年代当時の少年マガジンキャラとタイアップしたシリーズをリリースする等して、1984年まで10年間販売された。
販売終了後も復刻を望む声が多く、2005年11月より期間限定ながらも復刻販売された。復刻シリーズの発売価格は消費税分のみ上乗せされ、420円だった。なお、一部ラインナップは10月よりセブン-イレブン等に販売店を限定して先行販売された。
また、iPhoneアプリとして「野球ゲーム」「メイロゲーム」「フィールド アスレチックス」の3種類が復刻、配信されている。
2011年3月には、ミスタードーナツとのコラボで再復刻された。アレンジを施している。ドーナツやドリンクとのセット以外に単品購入も可能で、1つ300円だった。

## 発売されたゲーム
ここでは、ポケットメイトシリーズとして発売されたゲームを、構造別に例示する。なお、太字で記述されたものは、2005年の復刻版でラインナップされた。
- パチンコスタイル - 球が10個ほど入っており、パチンコの要領で遊ぶ。
  - 野球ゲーム
  - アレンジボール
  - ラッキーボール
  - エレクション
  - カニパチゲーム
  - ヌギヌギゲーム
  - ホールインワン9

- シューティングスタイル - 3～10個ほどある球を、得点の穴やぜんまい等で動く的を狙って打ったり落としたりして得点を競う。
  - サッカーゲーム
  - スピンアップボール
  - ターゲットゲーム
  - クレイジーマシンガン
  - コンバットタンクゲーム

- 迷路タイプ - ゲーム盤に入っている球を上下左右に操り迷路クリアを目指すもの。
  - メイロゲーム
  - フィールドアスレチックス
  - 世界旅行ゲーム
  - スペースアスレチック
  - タイムアップゲーム

- ルーレット、スロットマシン
  - ラブラブゲーム（新旧2パターンあり）
  - スロットマシン
  - スロットポーカー
  - ルーレットダービー

- F-1レーシング - ライバル車が刻まれたゼンマイ動力の円盤を回転させ、自機を左右に移動させながら回避しノルマを達成するタイプ。

- 収納ケース兼用タイプ - ゲームパーツや駒を取り出し、セットしてから遊ぶタイプ。途中経過の保存に適するものもある。
  - 将棋
  - ダイヤモンドゲーム
  - ゴルフゲーム
  - D-51ヨーヨー
  - ボウガン

- 対戦形
  - ノックアウトゲーム
  - プロサッカーゲーム

### 少年マガジンコミックボーイ版
少年マガジンとのコラボ物。パッケージとゲーム内にキャラクターが配されている。カッコ内は元となったゲーム。
1. バツ&テリー（ベースボールゲーム）
2. コータローまかりとおる！（黒ひげ危機一髪）
3. もしかしてKOIBITO（ラブラブゲーム）
4. 虹色town（尻合いゲーム）
5. フィフティーン・ラブ（クリーンテニス）
6. ピモピモ広場 （タイムトラップゲーム）
7. あいつとララバイ（スタントサイクル）
8. Theかぼちゃワイン（プロドライバーゲーム）
9. 釣りキチ三平（つりきちゲーム）
10. コンポラ先生（ダービーゲーム）
11. 光の小次郎（野球ゲーム）
12. 迷人将棋（将棋）
13. あした天気になあれ（不明）
14. バニラ37'C（不明）

### iPhoneアプリ版
- 野球ゲーム
- メイロゲーム
- フィールド アスレチックス

### ミスタードーナツ版
タイトルも変更されているため、カッコに元となったゲームも併記する。
- 2011年3月23日発売分
  - だいちのアドベンチャー（フィールドアスレチックス）
  - もりのベースボール（野球ゲーム）
- 2011年4月27日発売分
  - くるくるかおあわせ（ヌギヌギゲーム）
  - ぶんぶんパニック（F-1レーシング）
- 2011年8月10日発売分 - 東日本大震災の影響により、発売が延期された。
  - めいちゅうみずでっぽう（コンバットタンクゲーム）
  - おたのしみ16めんそう（ラブラブゲーム）